# エリソン・オニヅカ
エリソン・ショージ・オニヅカ（英語: Ellison Shoji Onizuka, 日本名：鬼塚 承次, 1946年6月24日 - 1986年1月28日）は、アメリカ空軍の大佐で、アメリカ航空宇宙局の宇宙飛行士である。日系三世。
アメリカの宇宙計画で初のアジア系の宇宙飛行士で、世界全体でもソ連のソユーズで飛行したベトナムのファム・トゥアン、モンゴルのジェクテルデミット・グラグチャ、インドのラケッシュ・シャルマに次ぎ4人目のアジア系宇宙飛行士である。

## 生涯・人物
1946年6月24日、ハワイ州ハワイ島コナで、コーヒー農園を営む父・正光と母・光江との間の4人姉弟の3番目（長男）として生まれる。両親はともに日系二世で、父は福岡県うきは市、母は広島県にルーツを持つ。
第二次世界大戦で戦った第442連隊戦闘団の話を幼少期より聞き覚え、生涯を通じて意識する。小学生から高校生までボーイスカウトで野球部や新聞部員として活動し、最高位のイーグルを授かる。小学生時代、ユーリ・ガガーリンの宇宙飛行を見て宇宙に憧れ、ロケット実験と称した花火でのいたずらをしたが、母は驚くものの、叱りはしなかったという。
1964年、ハワイ島で地元のコナワエナ高校を卒業後すぐコロラド大学へ入学、航空宇宙工学を専攻し、奨学金を得てアメリカ空軍予備役将校訓練課程を受ける。在学中の1968年2月20日、父の死去に際し、母を心配して大学を辞めてハワイへ戻る決心をするも、勉学の継続を母が促す。
1969年、大学卒業時に空軍少尉に任官。卒業翌日、大学時代からの日系人の恋人と結婚して、のちに2人の娘をもうける。空軍エンジニアを務めながら、アポロ11号月面着陸のテレビ中継に影響されて宇宙飛行士を目指す。
1978年、スペースシャトル計画第一期飛行士候補へ応募し、8,079人の志願者から同期35人とともに選出される。スペースシャトル・チャレンジャーの乗組員として選抜されるが、度々打ち上げ延期になる。
1983年6月に来日。同月13日、自身のルーツをさがしたいという旨の記事が西日本新聞に掲載されると200件超の情報が寄せられ、祖父母の墓を見出だして血縁親族の所在も判明する。同月23日には、この年に開催された『大スペースシャトル展』の東京会場（東京都中央区紅葉川広場（日本橋高島屋前）開会式にて同展の目玉展示であったスペースシャトル・パスファインダーの前で記念スピーチを行っている。翌24日には家族とともに父方故郷の福岡県浮羽郡浮羽町（現・うきは市）に墓参し、同町の浮羽中学校で記念講演を行った。
1985年1月24日、STS-51-Cミッションでディスカバリーの搭乗運用技術者として搭乗する。同乗のローレン・ジェームズ・シュライバーアメリカ空軍大佐いわく、箸で日本料理を食べ、日の丸の鉢巻や旗、ハワイのマカダミアナッツやコナ・コーヒーを持ち込み、ハワイアン音楽をかけていたという。
1986年1月28日、STS-51-Lミッションでチャレンジャーの搭乗運用技術者として搭乗するが、チャレンジャー号爆発事故により39歳で殉職した。殉職時の階級は中佐、のちに大佐に特進。
オニヅカの功績を称え、ハワイ島マウナ・ケア山の「マウナケア展望台ビジターインフォメーションステーション」が「オニヅカセンター」と名付けられ、コナ国際空港は「エリソン・オニヅカ・コナ国際空港」に改名された。また、同空港にある「オニヅカ・スペースセンター」には宇宙服などが展示されていたが、2016年3月に閉鎖され、2017年時点ではホノルルのハワイ日本文化センターに展示されている。 
またカリフォルニア州にはオニヅカ空軍駐屯地(2010年に閉鎖)が所在した。

## その他
- アメリカロサンゼルスの日本人街リトル・トーキョーには、彼を偲んで命名された「オニヅカ・ストリート」がある。
- 小惑星・オニヅカと月のクレーター・オニヅカ（英語版）（直径29km）は彼にちなんで命名されたものである。
- アメリカのSFドラマ『新スタートレック』に、U.S.S.エンタープライズ NCC-1701-Dの艦載機シャトルポッドに「Shuttlepod 07 ONIZUKA」が登場する。
- 福岡県うきは市の鬼塚家墓所近傍（うきは市浮羽町高見）[9]に、功績を称えて命名された「エリソン・オニヅカ橋」がある。没後10周年にあたる1996年1月28日には浮羽町（当時）で追悼式典が行われ、同年2月18日にはオニヅカ夫人による記念講演も行われた[4]。

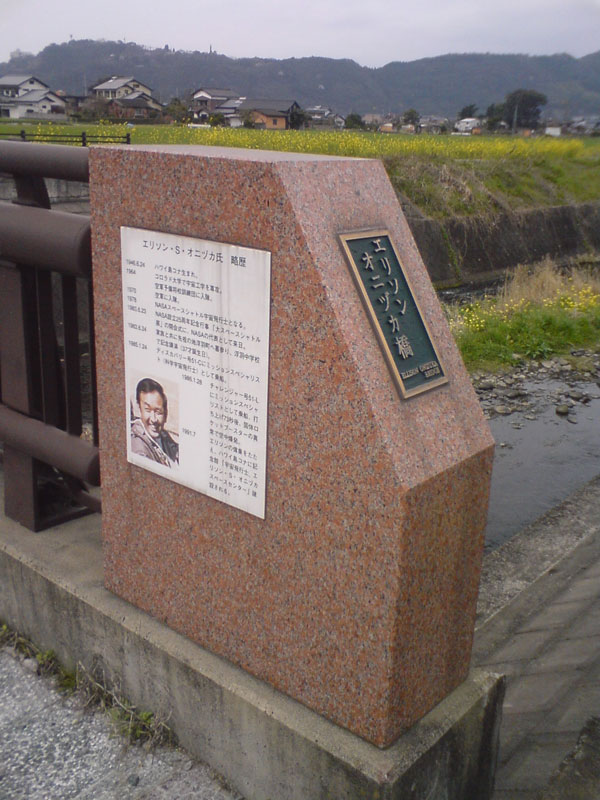
うきは市浮羽町高見にある「エリソン・オニヅカ橋」の下流側親柱に設けられた橋梁名のプレートとエリソン・オニヅカの略歴を記した説明板
（2009年（平成21年）3月19日撮影）

- 1989年3月27日、テレビ東京開局25周年記念特別番組『宇宙飛行士エリソン・オニヅカと母』として、北林谷栄が母役で主演する2時間ドラマが放映された。
- 2017年1月、ハワイ島のコナ国際空港がエリソン・オニヅカ・コナ国際空港（英: Ellison Onizuka Kona International Airport at Keāhole）に改称された[10]。
- 2017年2月8日にNASAはチャレンジャー号の残骸から回収された彼のサッカーボールが宇宙飛行士シェーン・キンブローにより国際宇宙ステーションに運ばれたと発表した[11]。